# Petre Melikisjvili

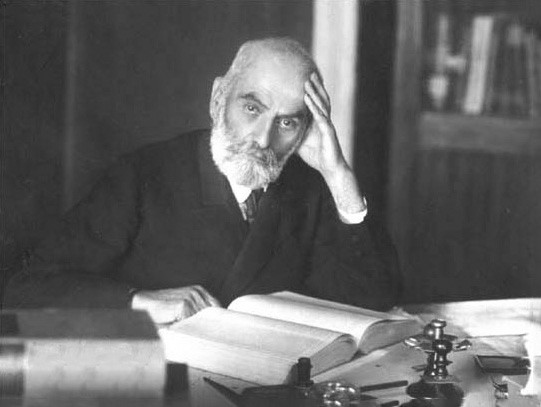
Petre Melikisjvili in 1918.

Petre Melikisjvili (Georgisch: პეტრე მელიქიშვილი) (Tbilisi, 29 januari of 11 juli 1850 – aldaar, 23 maart 1927) was een Georgisch scheikundige. Hij was een van de stichters van de Staatsuniversiteit van Tbilisi en tevens de eerste rector ervan.
Melikisjvili studeerde natuurwetenschappen aan de Nationale Universiteit van Odessa, alwaar hij in 1872 het diploma ontving. Nadien trok hij enige tijd naar het buitenland, om in 1876 te starten met een eigen laboratorium aan de Nationale Universiteit van Odessa. In 1885 verkreeg hij zijn doctoraatstitel, waarna hij werd aangesteld tot professor. Dat ambt beoefende hij tot 1917.
Petre Melikisjvili deed onderzoek in zowel de organische als de anorganische chemie. Samen met zijn student L. Pizarjevski synthetiseerde hij superzuren van diverse elementen, waaronder boor, vanadium, molybdeen, wolfraam en uranium. Verder ontrafelde hij de correcte structuurformule van waterstofperoxide als zijnde H-O-O-H.